# 山陰中央テレビジョン放送
山陰中央テレビジョン放送株式会社（さんいんちゅうおうテレビジョンほうそう、英: San-in Chuo Television Broadcasting Co., Ltd.、登記上の商号: 山隂中央テレビジヨン放送株式会社）は、島根県の松江市に本社を置き、島根県と鳥取県（山陰地方）を放送対象地域とするテレビジョン放送の特定地上基幹放送事業者。田部グループの一員で、フジ・メディア・ホールディングスの持分法適用関連会社。通称は「TSKさんいん中央テレビ」。
コールサインはJOMI-DTV（松江 43ch / 1kW）、リモコンキーIDはキー局のフジテレビ・準キー局の関西テレビ等と同じ「8」（山口県における越境受信の際も同じ）。
2020年4月からのステーションキャッチコピーは「ハズムチャンネル」。

## 概要
山陰両県の民放テレビとしては日本海テレビジョン放送（NKT）、山陰放送（BSS） に次ぐ第3局として開局した。NKTは鳥取県鳥取市、BSSは鳥取県米子市に本社・親局を置いているため、TSKは島根県に本社・親局を置いている唯一の地上波テレビ局である。他に島根県に本社・親局を置く地上波民放局はエフエム山陰（V-air）のみである。
たたら御三家の一つ、田部家が中心となり「島根放送株式会社」として設立された。初代社長にはのちに24代田部長右衛門となる田部智久が就任し、当初は島根県のみを放送地域としていた。1972年には鳥取県に放送地域を拡大した。これに先立ち、商号を「山隂中央テレビジヨン放送株式会社」に変更した。2016年、長男の25代田部長右衛門（2015年までは田部真孝）が社長に就任した。
現在も田部グループの山陰中央新報社と公益財団法人田部美術館の2社で合計25%超の株式を保有しているが、中核会社である株式会社田部の持分比率については不明。一方で、キー局・フジテレビジョンの親会社であるフジ・メディア・ホールディングスが筆頭株主となっており、2021年7月より同社の持分法適用関連会社となっている。
いわゆる「UHF局大量免許」に伴い、山陰両県の最後発局として開局。開局時から一貫して、親局・中継局のすべてにおいてUHF帯のみを使用している。
毎年開催されている出雲全日本大学選抜駅伝競走（出雲駅伝）は、24代田部長右衛門の尽力により誕生した。TSKは大会運営に参画しており、TSKと山陰中央新報社、フジサンケイグループ各社、出資先のエフエム山陰などが後援している。全国中継についてはTSKが製作協力、フジテレビスポーツ局が制作を担っているが、2025年は中居正広・フジテレビ問題の影響もあり、どのような制作・放送体制で行われるかが不透明となっている。

## 事業所所在地

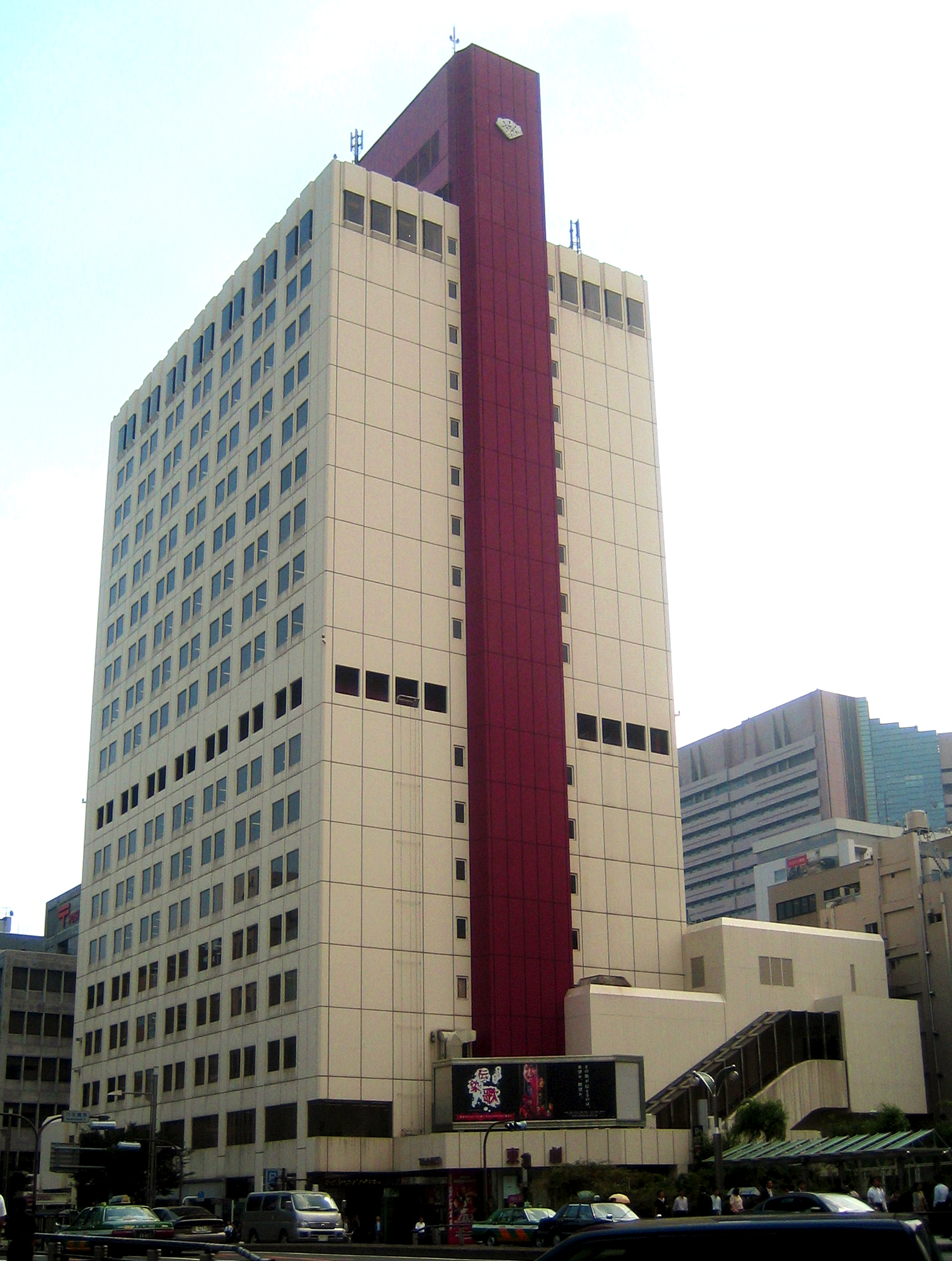
東京支社が入居する東劇ビル

本社（TSKエリア8）
〒690-8666（専用郵便番号） 島根県松江市向島町140-1
アクセス：松江駅から徒歩10分
出雲支社
〒693-0011 島根県出雲市大津町1131番地1 出雲商工会館
西部支社
〒697-0015 島根県浜田市竹迫町2886
米子支社
〒683-0823 鳥取県米子市加茂町二丁目204番地 米子商工会議所会館
鳥取支社
〒680-0022 鳥取県鳥取市西町1丁目101
広島支社
〒730-0037 広島県広島市中区中町7番41号 三栄第一ビル
東京支社
〒104-0045 東京都中央区築地四丁目1番1号 東劇ビル
大阪支社
〒530-0047 大阪府大阪市北区西天満三丁目13番18号 島根ビル

### 新社屋への移転と「エリ8」
松江市西川津町721番地の初代社屋の老朽化を踏まえ、2010年に松江市向島町の松江地方合同庁舎隣接地（松江市ガス局跡地）を購入した。2代目社屋は2016年4月に竣工、同年8月29日付で全面移転した。西川津町の旧社屋からの放送は2016年8月29日1時00分（8月28日25時00分）に終了し、向島町の新社屋からの放送は8月29日5時24分30秒のオープニングより開始した。地上デジタル放送完全移行後初となる民放テレビ局の本社移転であった。
向島町の建設予定地は、2011年から新社屋が着工するまでの間、暫定的にイベント広場「TSKエリア8」（ティーエスケーエリアはち、通称：エリハチ）として利用された。自由の女神風のえいっとくんのパネルが設置されていた。「エリ8」の名称は、移転完了後も向島町の本社敷地の名称として使用されている。移転後初の週末となる2016年9月3日からの2日間、新社屋披露イベント「エリ8祭り」が開催され、移転記念特番『ヤッホー!SPECIAL 宮根誠司のNEXT SAN-IN』の公開生放送が行われた。エリ8では、各種イベントが不定期開催されている。2代目社屋のSTL鉄塔からは松江駅北口が展望でき、夜間は日没から22時の間、ライトアップが行われている。光源は環境に配慮したLED照明。
新社屋への全面移転後、西川津町の初代社屋は解体された。2019年7月28日、跡地に住宅展示場「TSK住マイルスクエア」が開業した。同地区が文教地区であることから分譲売却型を採用しており、2020年9月27日の運営終了後はそのまま住宅地に移行した。新型コロナウイルス感染拡大の影響により、2020年4月28日から5月17日の間は臨時休業を余儀なくされた。

## 資本構成
企業・団体の名称、個人の肩書は当時のもの。出典：

### 2021年3月31日
| 資本金 | 発行済株式総数 | 株主数 |
| ------ | -------------- | ------ |
| 4億円  | 800,000株      | 108    |

| 株主                             | 株式数    | 比率   |
| -------------------------------- | --------- | ------ |
| フジ・メディア・ホールディングス | 158,000株 | 19.75% |
| 田部美術館                       | 152,000株 | 19.00% |
| 一畑電気鉄道                     | 062,000株 | 07.75% |
| 関西テレビ放送                   | 054,000株 | 06.75% |
| 山陰中央新報社                   | 050,000株 | 06.25% |
| 島根県信用農業協同組合連合会     | 048,000株 | 06.00% |
| 山陰合同銀行                     | 040,000株 | 05.00% |

## 沿革

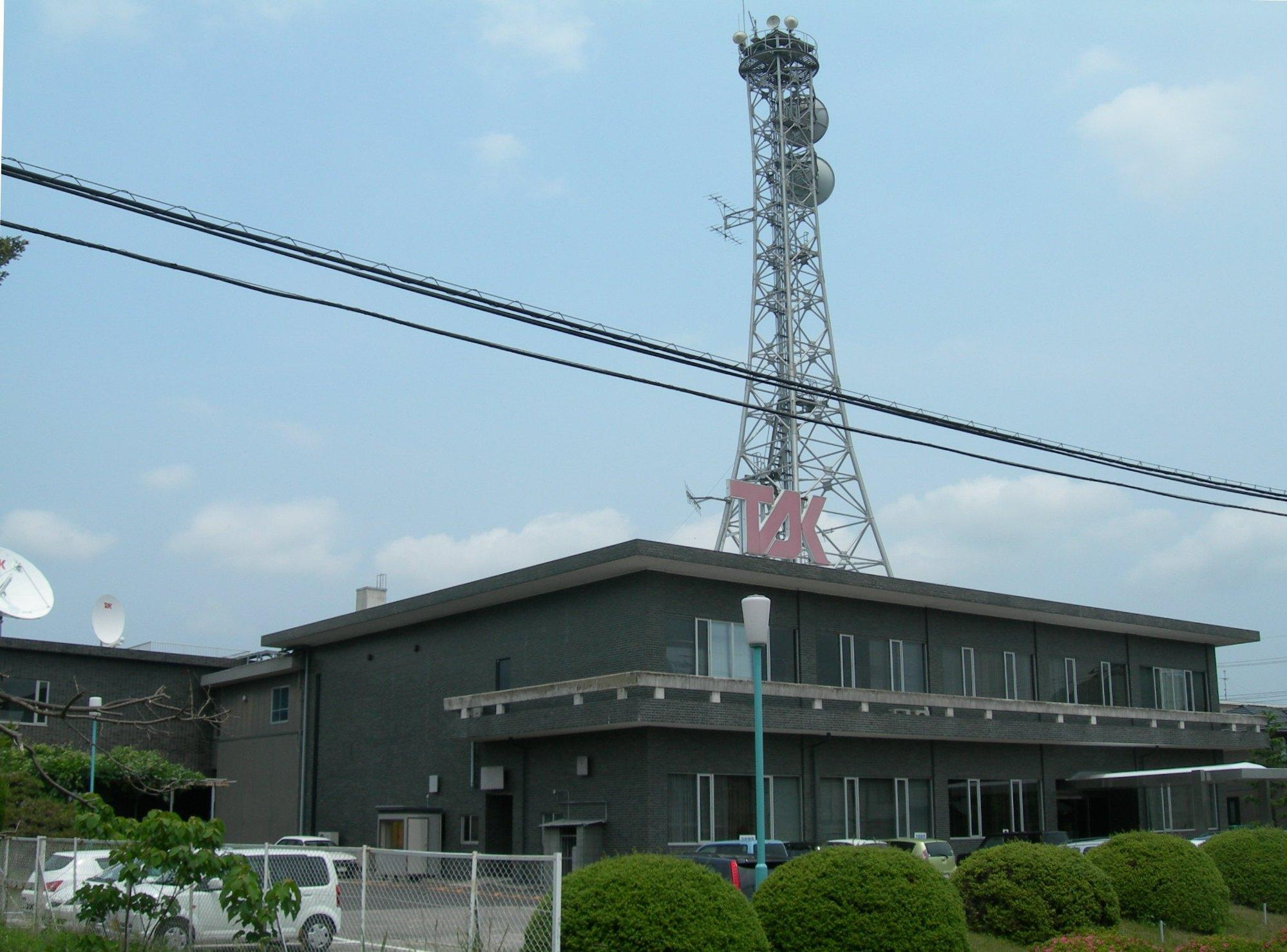
旧社屋（松江市西川津町721番地）。

- 1968年（昭和43年）9月27日 予備免許交付。
- 1969年（昭和44年）1月17日 島根放送株式会社（略称：TSK、通称：テレビしまね）を設立。
- 1970年（昭和45年）4月1日 島根県で放送開始（JOMI-TV、UHF34ch）。
- 1972年（昭和47年）
  - 4月1日 山陰中央テレビジョン放送株式会社に社名変更。略称はShimaneにSan-inも重ねることで「TSK」から変更されずテレビしまねの名残を残す。
  - 10月1日 相互乗り入れにより鳥取県で放送開始[17]。
- 1985年（昭和60年）4月1日 それまでのゴシック体大文字のTSKをSのみ筆記体小文字の字体にするなど局名ロゴの字体を変更。
- 1989年（平成元年）10月1日 それまで日本海テレビジョン放送（NKT）で放送されていたテレビ朝日系列の番組の一部が移行される。
- 1990年（平成2年）4月 開局20周年記念に『TSK20年のあゆみ』を発行[注 5]。
- 1991年（平成3年）12月1日 フジ系列では最後に音声多重放送開始。山陰地区の民放で初だがそれから1年経たずに全局音声多重化完了[注 6]。
- 2004年（平成16年）4月「山陰中央テレビ」のロゴタイプを変更。このロゴは2020年（令和2年）3月まで使われた[注 7] 。
- 2005年（平成17年）10月 地上デジタル放送に対応の東芝製の主調整室に更新。
- 2006年（平成18年）10月1日 地上デジタル放送開始（JOMI-DTV、43ch）。
- 2011年（平成23年）7月24日 12時で地上アナログ放送のサービスが終了。翌7月25日の0時をもって完全に停波。
- 2015年（平成27年）4月 開局45周年記念にプリンを発売（後述）。
- 2016年（平成28年）8月29日 向島町の新社屋のマスター稼働・新社屋からの放送開始に伴い、全ての本社移転作業が完了。
- 2020年（令和2年）4月1日 開局50周年を機にCIを導入。ロゴを変更すると共に愛称を「さんいん中央テレビ」に変更[18]。受信機のチャンネル名や新聞ラテ欄の表記を「山陰中央テレビ」から「TSKさんいん中央」に変更。同時にキャッチコピーとして「ハズムチャンネル。」を制定。ただし、実際には「山陰」を漢字から平仮名に変更しただけであるため、以降も自局以外では漢字で「山陰中央テレビ」と表記される場面もある[注 8]。
- 2021年（令和3年）7月 フジ・メディア・ホールディングスの持分法適用会社になる[2]。

## ネットワークの移り変わり
- 1970年（昭和45年）4月1日 島根県でテレビ放送開始（山陰放送に次ぐ第2波）。開局と同時にFNN・FNSに加盟。同地では初のフルネット局であるが、NETテレビ系（当時）の番組も放送している。
- 1972年（昭和47年）10月1日[17] 島根・鳥取相互乗り入れ実施により鳥取県で放送開始（日本海テレビジョン放送、山陰放送に次ぐ第3波）。日本海テレビジョン放送（NKT）が担当していた鳥取県でのフジテレビ系列業務を継承。ちなみにフジテレビのワイドショー番組は同地では同局が引き継いだことにより新規にネット開始している。
- 1975年（昭和50年）3月31日 - 腸捻転解消により、朝日放送の一部の制作番組が山陰放送（TBS系列）から移行。逆にそれまでTSKで放送されていた毎日放送制作の番組が山陰放送へと移行した。

### フジテレビ系列に加盟した経緯
島根新聞社（のちに「山陰中央新報社」に商号変更）は、田部家傘下の松陽新報、読売新聞傘下の山陰新聞の統合（新聞統制）により誕生した。のちに読売新聞の全持分を田部家が取得したが、提携関係は継続した。
テレビ時代を迎えた1960年代、田部家が中心となり「島根放送株式会社」が設立された。当初、読売新聞との関係から、読売系の日本テレビ系列（NNN/NNS）への加入を希望していたが、日本テレビ側が人口規模の少ない島根県での新局開局に消極的だった。対して当時のフジテレビは「UHF大量解放」に乗じたネットワーク拡大に積極的であったため、フジサンケイグループ創業者の鹿内信隆と旧知の仲にあった竹下登の仲介によりフジテレビ系列（FNN/FNS）への加盟が決定した。なお江戸時代、竹下家は田部家傘下の庄屋を務めており、その子孫である竹下登は23代田部長右衛門の支援を受けていた。
1970年、島根放送は島根県初のテレビ局として「テレビしまね（Television Shimane K. K.）」が開局した。略称は「TSK」であり、当初は島根県のみを放送対象地域としていた。1972年には鳥取県に放送地域を拡大するのにあたり、商号を「山隂中央テレビジヨン放送株式会社」に変更した。翌1973年には、島根新聞社が「株式会社山陰中央新報社」に商号変更した。
なお、日本海テレビジョン放送（NKT）は、日本海新聞社（旧社）と産経新聞社が中心となり設立され、1959年3月3日に鳥取県を放送対象とするテレビ局として開局した。開局当初、ラジオ東京（現：TBSテレビ）をキー局とするジャパン・ニュース・ネットワーク（JNN）に加盟し、日本テレビより一部番組の供給を受けていた。同年12月にラジオ山陰（BSS、現：山陰放送）が島根県を放送対象とするテレビ放送開始すると、NKTがJNNを離脱し、新たにBSSがJNNに加盟。数年後にNKTは日本テレビ系列（NNS・NNN）に加盟した。1972年にTSKとBSSが鳥取県へ、同時期にNKTが島根県へテレビ放送の対象地域をそれぞれ拡大する（いわゆる「電波相互乗り入れ」）と、親会社の新聞系列とテレビ局の系列が逆転するという、いわゆる「腸捻転」現象が生じたが、1978年に読売・日テレ系の保有するTSK持分と、フジサンケイ系の保有するNKTを交換する株式譲渡が行われ、腸捻転現象は解消した。

## 主なテレビ放送局
- 島根県

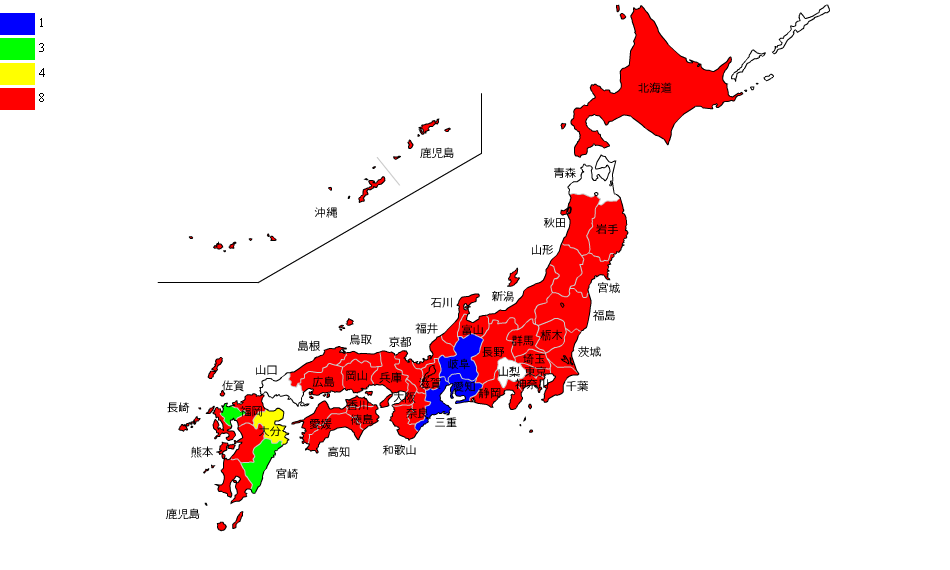
フジテレビ系列のリモコンキーID地図
地図上で赤く塗られている地域の局がID8である。

  - 松江本社送信所 JOMI-DTV「TSKまつえデジタルテレビジョン」 43ch 1kW：松江市島根町加賀（澄水山）
島根県東部（隠岐諸島含む）と鳥取県西部の中継局は、この松江本社送信所を基幹局として送信されている。
  - 大田 26ch 10W：大田市大田町大田（法蔵寺山）
  - 仁摩 26ch 10W：大田市仁摩町馬路（高山）
  - 江津 29ch 30W：江津市島の星町（島星山）
  - 浜田基幹中継所 22ch 100W：浜田市三隅町室谷（大麻山）
島根県西部の中継局は、この浜田基幹中継所を基幹局として送信されている。
  - 益田 38ch 30W：益田市中垣内町（大道山）
  - 西ノ島 25ch 30W：隠岐郡西ノ島町美田（焼火山）
  - 西郷 49ch 3W：隠岐郡隠岐の島町飯田（金峯山）
- 鳥取県
  - 鳥取基幹中継所 36ch 100W：鳥取市矢矯（毛無山）
鳥取県東中部の中継局は、この鳥取基幹中継所を基幹局として送信されている。
  - 倉吉 36ch 100W：東伯郡湯梨浜町羽衣石（栗尾山）
  - 鉢伏 16ch 0.5W：東伯郡湯梨浜町白石（鉢伏山）

### アナログ放送
2011年7月24日停波時点。
- 島根県
  - 松江本社送信所 34ch 10kW：松江市上本庄町（澄水山）
  - 木次 57ch 10W：雲南市三刀屋町給下（峯寺弥山）
  - 大東 38ch 10W：雲南市大東町中湯石（畑谷山）
  - 大田 57ch 100W：大田市大田町大田（法蔵寺山）
  - 仁摩 53ch 10W：大田市仁摩町馬路（高山）
  - 江津 42ch 30W：江津市島の星町（島星山）
  - 浜田基幹中継所 58ch 1kW：浜田市三隅町室谷（大麻山）
  - 益田 42ch 30W：益田市中垣内町（大道山）
  - 西ノ島 59ch 300W：隠岐郡西ノ島町美田（焼火山）
  - 西郷 47ch 30W：隠岐郡隠岐の島町飯田（金峯山）
- 鳥取県
  - 鳥取基幹中継所 24ch 1kW：鳥取市矢矯（毛無山）
  - 倉吉 58ch 500W：東伯郡湯梨浜町羽衣石（栗尾山）
  - 智頭 42ch 10W 八頭郡智頭町智頭字会下山（会下山）

## 主なテレビ番組

### 現在放送中の番組
2023年4月現在。

#### 自社制作番組

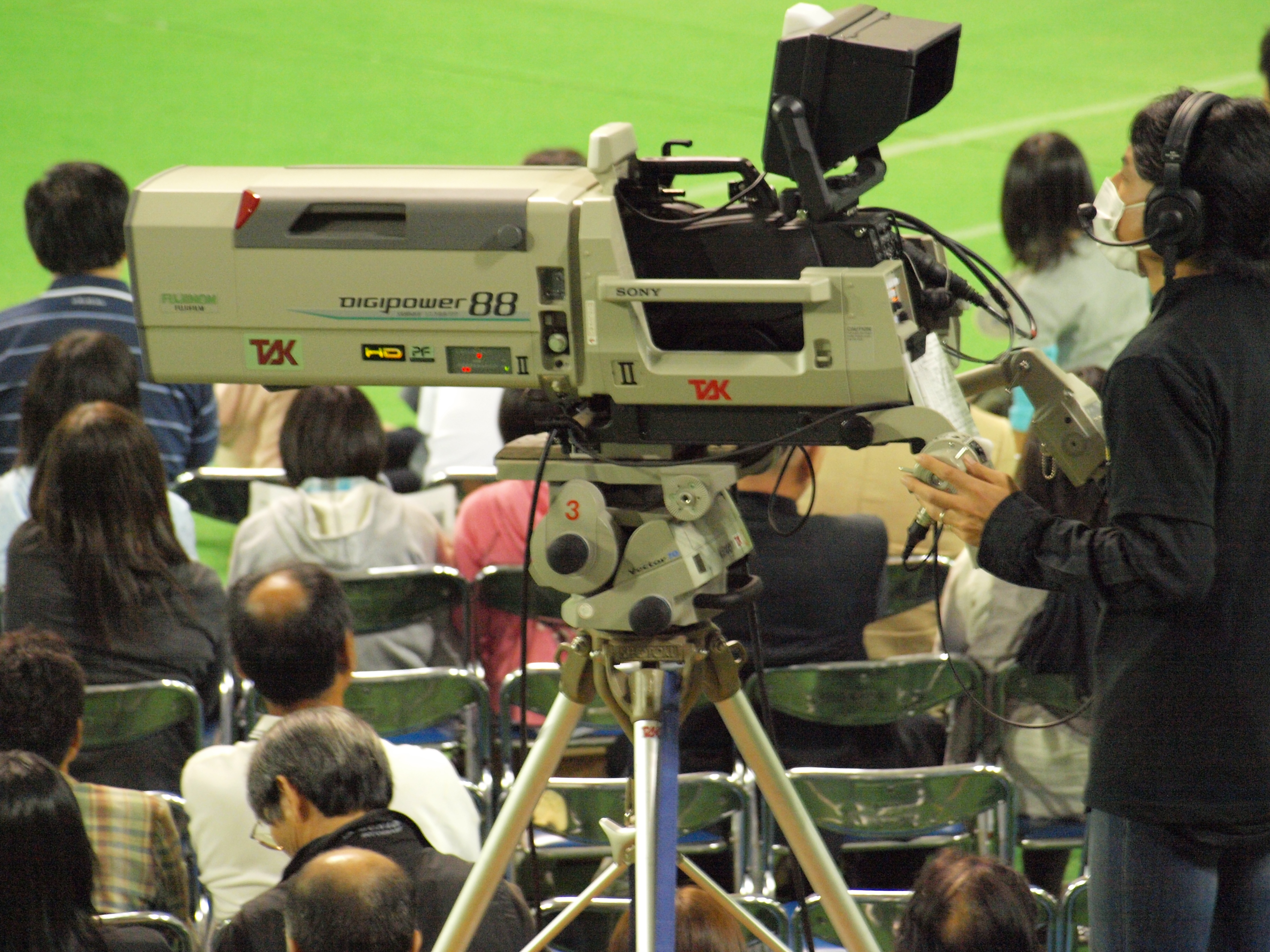
出雲ドーム2000人の吹奏楽のロケ風景。

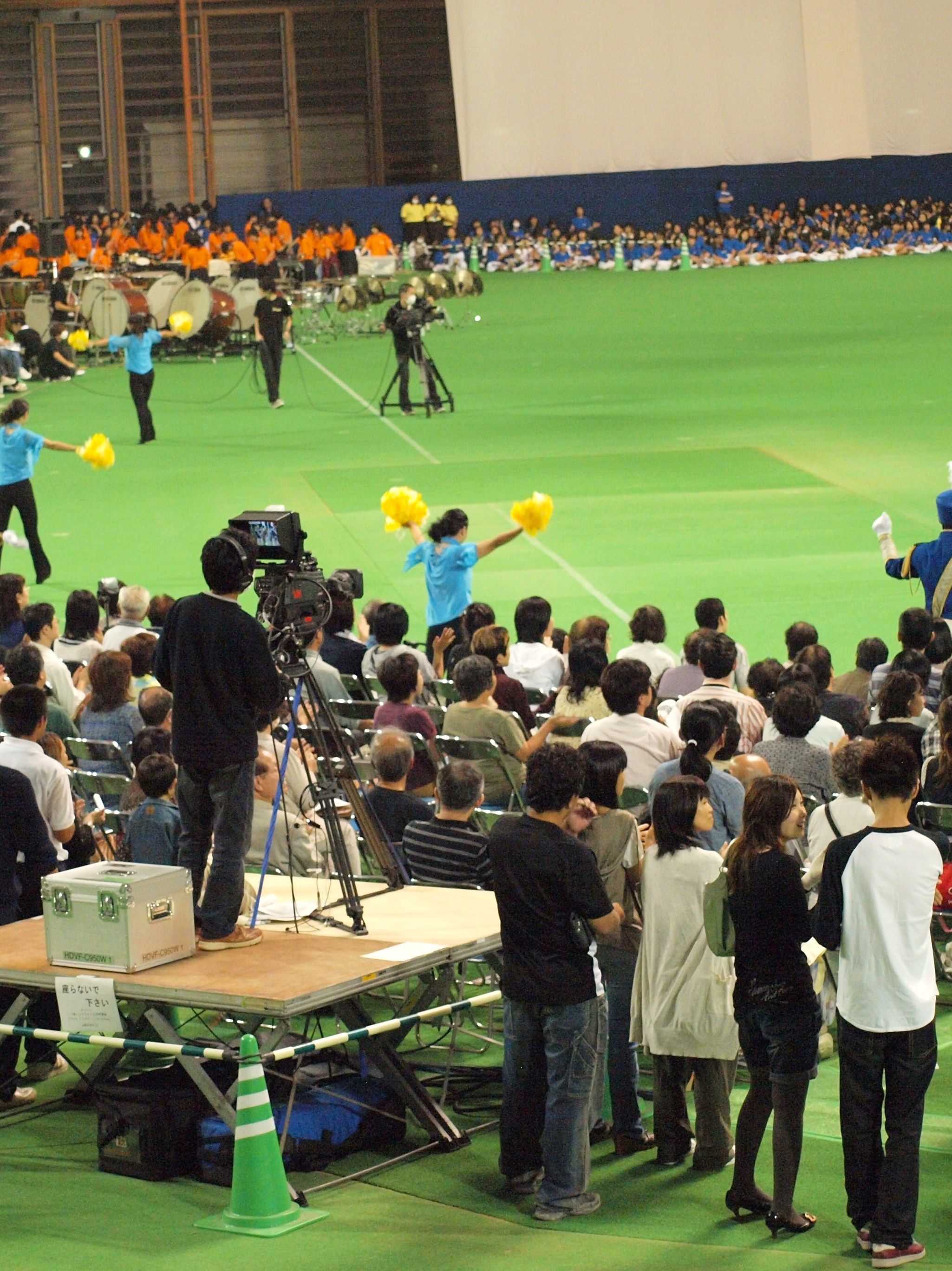
出雲ドーム2000人の吹奏楽のロケ風景。

- TSK Live News イット!（月曜 - 金曜 15:45 - 19:00、土曜・日曜 17:30 - 18:00）
- ネゴ図鑑（火曜 21:54 - 22:00）
- しまねっこの宅配便（水曜 21:54 - 22:00）
- ゴルフ★パラダイス（日曜 6:30 - 7:00） - 三重テレビ[20]にもネット。
- かまいたちの掟（木曜 0:15 - 0:45（水曜深夜）） - 2020年10月7日放送開始。山内健司（かまいたち）が松江市出身であるため。また、BSよしもと[21]・一部系列局にもネット。
- SOUP（土曜 18:00 - 18:30）
- 海と日本PROJECT in しまね（日曜 21:54 - 22:00）
- まつえレディースハーフマラソン（毎年3月放送。2008年は3月16日（日曜）10:00 - 11:20に放送） - テレビ新広島・岡山放送・テレビ愛媛・高知さんさんテレビに同時スポンサードネット、テレビ山口にはスポンサード扱いで深夜枠で遅れネット（ネット局としてテロップロールで表示）。その他フジテレビ系列局でも番組販売扱いの遅れネット（55分に再編集）で放送する場合あり。山陰ケーブルビジョンとのトップ&リレー中継。TSKはこの大会の主催に名を連ねている。
- 富士通Japan囲碁まつり（毎年3月ダイジェスト放送、昭和63年開始、毎年松江テルサで開催。対局は竜星戦と同じ。2020年まで富士通協賛。2020年と21年は無観客開催。第38回は中居正広・フジテレビ問題による富士通Japan協賛辞退のため単に囲碁まつりとして開催）
- 出雲ドーム かみあり吹奏楽フェスタ（毎年11月放送）
- テレビュー（最終日曜 11:45 - 11:50） - 自己批評番組

#### 共同制作番組
- しまねドライブマップ（テレビ新広島と共同制作）

#### フジテレビ系列番組
太字は同時ネット。制作局の表記のない番組はフジテレビ制作。
- ノンストップ!（月曜 - 金曜 9:50 - 11:20）
- キスマイ超BUSAIKU!?（火曜 0:25 - 0:55（月曜深夜））
- 関ジャニ∞の あとはご自由に（火曜 0:55 - 1:25（月曜深夜））
- ノイタミナ（火曜 1:25 - 1:55（月曜深夜））
- Tune（水曜 0:55 - 1:25（火曜深夜）
- 千原ジュニアの座王（木曜 0:55 - 1:25（水曜深夜）、関西テレビ制作）
- 日本一ふつうで美味しい植野食堂 by dancyu（木曜 1:25 - 1:55（水曜深夜）、BSフジ制作）
- イタズラジャーニー（土曜 1:55 - 2:25（金曜深夜））
- はやく起きた朝は…（土曜 4:30 - 5:00）
- KinKi Kidsのブンブブーン（土曜 11:05 - 11:50）
- 西村キャンプ場（土曜 17:00 - 17:30、テレビ新広島制作）[注 10]
- おかべろ（土曜 18:30 - 19:00、関西テレビ制作）
- ゴリパラ見聞録（日曜 1:15 - 1:45（土曜深夜）、テレビ西日本制作）
- テレビ寺子屋（日曜 4:30 - 5:00、テレビ静岡制作）
- 釣りごろつられごろ（日曜 6:15 - 6:30、テレビ新広島制作）
- ワンピース（日曜 8:30 - 9:00）
- 逃走中 グレートミッション（日曜 9:00 - 9:30）
- そ〜だったのかンパニー（日曜 9:30 - 10:00、テレビ新広島制作）
- タカトシ温水の路線バスで!（日曜 14:00 - 15:00）
- KEIBA BEAT（日曜 15:00 - 16:00、関西テレビ・東海テレビ・テレビ西日本制作）
- 土曜RISE!（日曜 16:00 - 17:00）
- サンド道楽（日曜 17:00 - 17:30、BSフジ制作）
- Love music（月曜 1:00 - 1:25（日曜深夜））

#### テレビ朝日系列番組
制作局の表記のない番組はテレビ朝日制作。
- 探偵!ナイトスクープ（金曜 0:25 - 1:20（木曜深夜）、朝日放送テレビ制作）
- チョコプランナー（金曜 1:20 - 1:40（木曜深夜））
- スーパー戦隊シリーズ（金曜 15:15 - 15:45、現在は『爆上戦隊ブンブンジャー』を放送）
- アメトーーク!（土曜 0:55 - 1:55（金曜深夜））
- ナニコレ珍百景（土曜 16:00 - 17:00）
- ポツンと一軒家（日曜 12:00 - 13:00、朝日放送テレビ制作）
- テレビ朝日水曜21時枠刑事ドラマ（日曜 13:00 - 13:55、現在は『相棒（Season21）』を放送）
- くりぃむナンタラ（月曜 1:25 - 1:55（日曜深夜））
- 芸能人格付けチェック（不定期放送、朝日放送テレビ制作）

#### テレビ東京系列番組
制作局の表記のない番組はテレビ東京制作。
- ゴッドタン（水曜 0:25 - 0:55（火曜深夜））
- 出川哲朗の充電させてもらえませんか?（土曜 12:00 - 13:00）
- 突撃!隣のスゴイ家（土曜 13:00 - 14:00、BSテレ東制作）

#### その他
※2023年4月現在はなし。

### 過去の番組
※は、番組自体は継続中。

#### 自社制作番組
- TSKニュース6:45
  - TSKニュースレポート6:30
- TSKイブニングワイド
- TSKスーパータイム
- TSKザ・ヒューマン
- TSKスーパーニュース
- TSK みんなのニュース
- プライムニュースさんいん
- TSK THE NEWSα Pick
- 5時まえイット! - TSK Live News イット!の前座番組。2023年3月31日放送終了。
- かっとび放送局WKRP（同タイトルのアメリカのテレビドラマとは別番組）
- ネゴBOX（地元出身の芸人であるネゴシックスの初のレギュラー番組であった）
- お宝発見!とれとれトレジャー（正月特別番組）
- ふるさと夢紀行
- 夢に出会うまち
- えいっとくんとあそぼ!
- ジャンプアップ鳥取
- 月刊しまね情報局
- しまねナビン島
- 週末楽園（ウィークエンドパラダイス） - 土曜朝11時台に放送されていた15分間の音楽情報番組。2013年9月21日放送終了。
- 週刊いちご通信
- しまねがドラマになるなんて!
- 週刊・ヤッホー!→ヤッホー! - 2016年6月まで土曜夕方に『週刊・ヤッホー!』と題して放送し、2016年7月から土曜午前中に枠移動して『ヤッホー!』に改題・リニューアル。2022年3月12日放送終了。

#### 共同制作番組
- 走れ!ガリバーくん（関西テレビ、岡山放送、テレビ新広島、テレビ愛媛、高知さんさんテレビと共同制作）
- ENERGY CHARGE
- 親子笑劇場電太郎一家
- 人気もん!

#### フジテレビ系列番組
フジテレビ
- ミュージックフェア（1981年9月で打ち切り）※
- もしもツアーズ
- 魁!ミュージック
- 真夜中
- トーキングフルーツ
- デジモンアドベンチャー→デジモンアドベンチャー02→デジモンテイマーズ→デジモンフロンティア→デジモンセイバーズ→デジモンアドベンチャー:→デジモンゴーストゲーム
- ドラゴンボール→ドラゴンボールZ→ドラゴンボールGT→ドラゴンボール改→ドラゴンボール超
- ノイタミナ枠アニメ
  - のだめカンタービレ（2007年4月 - 9月）
  - 墓場鬼太郎（2008年3月 - 6月）
  - 図書館戦争（2008年7月 - 10月）
  - のだめカンタービレ 巴里編（2008年11月 - 2009年2月）
  - 銀の匙 Silver Spoon（第1期（2014年1月 - 3月）と第2期（2014年3月 - 6月）を続けて放送）
  - PSYCHO-PASS サイコパス 2（2015年1月 - 3月）※第1期と第3期は未放送
  - すべてがFになる THE PERFECT INSIDER（2016年1月 - 3月）
  - 僕だけがいない街（2016年4月 - 6月）
  - 四月は君の嘘（2016年6月 - 11月）
  - 舟を編む（2016年12月 - 2017年2月）
  - 冴えない彼女の育てかた♭（2017年5月 - 8月）※第1期は未放送
  - DIVE!!（2017年8月 - 11月）
  - いぬやしき（2017年11月 - 2018年1月）
  - 恋は雨上がりのように（2018年2月 - 5月）
  - ヲタクに恋は難しい（2018年5月 - 7月）
  - BANANA FISH（2018年8月 - 2019年1月）
  - 約束のネバーランド（2019年2月 - 4月）
  - さらざんまい（2019年4月 - 7月）
  - ギヴン（2019年7月 - 10月）
  - クズの本懐（2019年10月 - 2020年1月）

関西テレビ
- トミーズのはらぺこ亭
- たかじん胸いっぱい
- 快傑えみちゃんねる
- オッチモ!
- 冒険チュートリアル
- カキューン!!（不定期放送）
- 雨上がり食楽部（不定期放送）
- さんまのまんま
- 関ジャニ∞のジャニ勉
- フットマップ〜今すぐ行きたい!エエとこツアー〜※
- やすとも・友近のキメツケ!※あくまで個人の感想です※
- 1時50分からはスローでイージーなルーティーンで

その他フジテレビ系列制作
- バナナマンのブログ刑事（不定期放送、東海テレビ制作）
- 川島隆太教授のテレビいきいき脳体操（仙台放送制作）※

#### テレビ朝日系列番組
- 土曜ワイド劇場
- 草野☆キッド
- 細木数子の緊急大予言
- 船越英一郎の極上グルメ超選択ツアー
- よくある質問
- 独占!女だらけの120分 レディGO!
- マチガイだらけのダメな街 クイズみっけタウン!
- 一攫千金ヤマワケQ! "責任者はお前だ!"（朝日放送テレビ制作）
- 合格!日本語ボーダーライン（朝日放送テレビ制作）
- パネルクイズ アタック25（朝日放送テレビ制作）
- かいけつゾロリ（メ〜テレ制作） - 第1期のみ放送。第2期は山陰地区の放送局では未放送。第3期はNHK鳥取・松江の両局にて放送。
- 大改造!!劇的ビフォーアフター（朝日放送テレビ制作）
- 大発見!恐怖の法則（朝日放送テレビ制作）
- オール阪神・和泉修の行き当たりばったり釣り紀行（朝日放送テレビ制作）
- ザ・クイズマンショー
- ラブアタック!（朝日放送テレビ制作）
- ザ・ビッグチャンス（朝日放送テレビ制作）
- 世界一周双六ゲーム（朝日放送テレビ・ローカル時代は日本海テレビが番販ネットで放送）
- ワールドプロレスリング※
- 加トちゃんケンちゃんスペシャル
- キスした?SMAP（朝日放送テレビ制作）
- 堂本剛のDO-YA!
- さんまのナンでもダービー
- ウッチャンナンチャンの炎のチャレンジャー これができたら100万円!!
- 超次元タイムボンバー
- スポコン!
- タイムショック21
- おネプ!→ちゃんネプ
- 史上最強のメガヒットカラオケBEST100 完璧に歌って1000万円!!
- 陣内智則のイケメン5（朝日放送テレビ制作）
- 名奉行 遠山の金さん（1989年10月に日本海テレビから移動）
- 水曜9時枠刑事ドラマ※
  - はぐれ刑事純情派、相棒、はみだし刑事情熱系、さすらい刑事旅情編、風の刑事・東京発、警視庁捜査一課9係、PS -羅生門-、警視庁捜査ファイル さくら署の女たち
- 月曜ドラマ・イン - 別タイトルで遅れネット
  - 南くんの恋人、カケオチのススメ、イグアナの娘、闇のパープル・アイ、イタズラなKiss、名探偵保健室のオバさん、あぶない放課後、天国のKiss、月下の棋士、君の手がささやいている
- 朝日放送・テレビ朝日金曜9時枠の連続ドラマ（第1期のみ）
  - おくどはん→東京メグレ警視シリーズ→チェックメイト78→続・おくどはん→見知らぬ恋人→なさけ坂旅館→赤かぶ検事奮戦記〔第1シリーズ〕→ザ・ハングマン→赤かぶ検事奮戦記〔第2シリーズ〕→女捜査官→ザ・ハングマンII→赤かぶ検事奮戦記〔第3シリーズ〕→新・女捜査官→新ハングマン→京都マル秘指令 ザ新選組→人妻捜査官→ザ・ハングマン4→特命刑事ザ・コップ→迷宮課刑事おみやさん→赤かぶ検事奮戦記〔第4シリーズ〕→ザ・ハングマンV→女ふたり捜査官→ザ・ハングマン6→ハングマンGOGO
- 柴門ふみセレクション
- 人気者でいこう!（朝日放送テレビ制作）
- 一休さん（確認できるまでの暫定措置）
- スーパー戦隊シリーズ※（1989年10月に日本海テレビから移動）
- 美少女戦士セーラームーンシリーズ（実写ドラマ版はBSSで放送）
  - 美少女戦士セーラームーン→美少女戦士セーラームーンR→美少女戦士セーラームーンS→美少女戦士セーラームーンSuperS→美少女戦士セーラームーン セーラースターズ
- まんが日本昔ばなし（MBS・腸捻転時代、解消後はBSSへ移行）
- 鋼鉄ジーグ
- 少年徳川家康
- 宇宙の騎士テッカマン
- 三匹が斬る
- 遠山の金さん捕物帳（再放送扱い）
- 必殺シリーズ（再放送扱い、本放送はTBS系列時代の作品を含めてBSSで放送）
- 特別機動捜査隊（BSSから移行）
- 特捜最前線（日曜22:30、後に土曜12:00に放送）
- ザ・ゴリラ7（再放送はBSSで放送）
- 燃える捜査網
- TOKYO DETECTIVE 二人の事件簿（朝日放送テレビ制作）
- 新・二人の事件簿 暁に駆ける!
- 新幹線公安官
- 鉄道公安官
- 世界あの店この店
- 旅の香り 時の遊び→旅の香り→旅の香り〜四季の名宿めぐり〜
- 素敵にドキュメント（朝日放送テレビ制作）
- 燃えろアタック
- ビートたけしのTVタックル※
- なるみ・岡村の過ぎるTV（朝日放送テレビ制作、現在は日本海テレビで放送）※
- ユーリ!!! on ICE（2017年2月 - 5月）
- さまぁ〜ず×さまぁ〜ず
- クイズプレゼンバラエティー Qさま!!※
- 渡辺篤史の建もの探訪※
- 松本家の休日（朝日放送テレビ制作）
- くりぃむクイズ ミラクル9※
- さまぁ〜ず論
- 霜降りバラエティ
- トゲアリトゲナシトゲトゲ

ほか

#### テレビ東京系列番組
- 感涙!時空タイムス（テレビ大阪制作）
- 超歴史ミステリーロマン
- たけしの新・世界の七不思議
- 金曜スペシャル（改題の上遅れネット）
- 演歌の花道
- スキヤキ!!ロンドンブーツ大作戦
- カリメロ（第2作） - 第1作はBSSで放送。第3作は山陰地区の放送局では未放送。
- クイズ赤恥青恥（途中打ち切り、日本海テレビへ移行）
- あっぱれ!日本一
- ジャングルの王者ターちゃん♡
- ジャングル大帝
- BLUE SEED
- 集まれ!ナンデモ笑学校
- 赤ちゃんと僕
- 少女革命ウテナ
- 楽しいムーミン一家
- 風の中の少女 金髪のジェニー
- アニメ缶
- クイズ地球まるかじり
- いきなり結婚生活
- 徳光和夫の情報スピリッツ
- 仁鶴・たか子の夫婦往来（毎日放送制作） - 東京12チャンネル系扱いで放送。
- BLEACH[注 11]
- やりすぎコージー
- 釣り・ロマンを求めて
- だいすけ君が行く!!ポチたま新ペットの旅
- 牧伸二のサァお立合い!
- 三菱ダイヤモンド・サッカー
- 妖怪ウォッチ→妖怪ウォッチ シャドウサイド→妖怪ウォッチ!→妖怪学園Y 〜Nとの遭遇〜（第10話で打ち切り）
- 主治医が見つかる診療所

#### TBS系列番組
- モーレツ!!しごき教室 - 毎日放送の腸捻転の解消後にも山陰放送へ移行せずに引き続き放送。
- チャージマン研!

#### 日本テレビ系列番組
- 読売新聞ニュース（読売新聞社が出資していた時のみに放送し、のちに日本海テレビへと移行。NNNの番組ではなかったため。）
- 刑事物語'85（日本海テレビでは未放送。本放送終了後から数年後、系列内の放映権が切れた後になって山陰初放送）

#### その他
- 京のいっぴん物語（KBS京都制作）
- フィッシング倶楽部（テレ玉制作）
- 阿藤快のにっぽん漫遊記（S.FIELD制作）
- 羽田美智子の京都専科（不定期、KBS京都制作）
- NON SYTLE井上のバズらせJAPAN
- 東京リベンジャーズ（毎日放送・AT-X制作）
- ダンジョン飯
- 【推しの子】（第2期のみ放送）

## ロゴ・キャラクターについて

### キャラクター
現在のマスコットキャラクターは『えいっとくん』である。2003年頃に登場し、産まれたときはまだ名前がなく名前を一般募集したところ、600通もの応募が来た。当時から2006年10月1日の地上デジタル放送開始を控え、TSKに割り当てられたリモコンキーID「8」の英語「エイト」と「えい！と目標に向かって元気に発するかけ声」をイメージし「えいっとくん」と名付けられた。公式ウェブサイトのfaviconにも用いられている。誕生日は8月8日で、2018年4月にはキャラクターデザインが変更された。変更後のデザインは、松陽デザインラボが担当している 。
2000年頃には、ローカルヒーローブームを狙って『地上波戦隊TSK』というキャラクターを導入したこともある。

### ロゴ

初代ロゴ

3代目ロゴ（1985年 - 2020年）

「TSK」のロゴは現行のもので4代目になる。
初代（「テレビしまね」時代のみ）
大文字。この頃のロゴはアナログ時代の松江本局（途中でロゴが3代目に変わっているが、当時のオープニング映像でも流された）や大田中継局（「テレビしまね」だけはアナログ終了まで残された）でも見られた。
2代目（社名変更・鳥取県進出前後 - 1985年3月）
初代同様大文字。

2代目ロゴ

平たく描かれた「S」の上の棒が右を指す矢印（恐らく、島根県から方角上東、つまり北を上とした際右に該当する東に位置する鳥取県にエリアを拡大したことをも表していたものと推測される）になっており、その矢印の下の斜線が「K」の上の方の斜線になっているというデザインだった。
3代目（1985年4月 - 2020年3月）
「S」だけ小文字の筆記体。
向島町の新社屋に掲示されているロゴは、夜間には白色に光る。
初期には、電波が出ているアンテナの画をアルファベットのTの字に見立てたマークが存在した。その後もTSKの社旗や一部送信所の看板に見られる。
4代目ロゴ移行後もトワライズとの提携クレジットカード「えいっとくんカード」に見られる（会員募集開始は2019年11月）。
4代目（2020年4月 - 現行）
2020年4月1日に開局50周年を迎えたことにより制定。1985年3月までと同様の大文字に回帰した。
この際、通称も「さんいん中央テレビ」に変更したことで和文ロゴも変更されている。
同時に制定されたキャッチコピー「ハズムチャンネル」の「ハ」はリモコンキーID「8」の漢数字「八」もかけており、社屋のSTL鉄塔にその「ハ」のパネルが設置された。

## 山陰地区民放テレビ3局共同キャンペーン
2016年から日本海テレビジョン放送（NKT）および山陰放送（BSS）と3局合同で「山陰地区民放テレビ3局共同キャンペーン」を実施しており、2019年6月に総務省中国総合通信局長からNKTおよびBSSとともに「電波の日」中国総合通信局長表彰を受けた。
- 2016年秋、NKT・BSS・TSKの3局合同で山陰地区民放テレビ3局共同キャンペーン「テレビってザワザワキャンペーン」を実施[23]。
  - 2016年9月24日、BSS主催の「秋のBSSまつり」にTSKを代表して坂西美香が出演。
  - 2016年10月1日、NKTの情報番組『スパイス!!』にTSKを代表して山下桃が出演。
  - 2016年10月1日、TSKの情報番組『ヤッホー!』にNKTを代表して前田彩野、BSSを代表して山根伸志が出演。
- 2018年1月15日から2月24日にかけてNKT・BSS・TSKの3局合同で山陰地区民放テレビ3局共同キャンペーン「3局アナ対抗!ザワザワ総選挙」が実施され、TSKからは坂西美香、山下桃、岡部楓子、須田泰生、平川翔也の5人が参加[24]。
- 2019年2月8日から2月28日にかけてNKT・BSS・TSKの3局合同で山陰地区民放テレビ3局共同キャンペーン「3局対抗ザワザワCMグランプリ」を実施[25]。
  - 2019年3月2日に結果発表を3局の同時中継で行う『3局一斉!ザワザワ生放送〜視聴者に感謝をこめて〜』を放送。TSK制作分の番組MCは山根収、五十嵐希。ゲストは森谷佳奈（BSS）、大垣舞（NKT）。
- 2020年2月17日から2月23日にかけてNKT・BSS・TSKの3局合同で「山陰3局防災キャンペーン」を実施[26]。

## アナウンサー

### 現在

#### 男性
- 2017年 平川翔也
- 2022年 福島睦

#### 女性
- 1998年 奥村亜希
- 2010年 五十嵐希、坂西美香
- 2012年 山下桃
- 2017年 岡部楓子
- 2022年 嶋村采音、村上遥

### 過去
男性
- 1982年
  - 岡本隆志 - 現・出雲支社長
- 1991年
  - 山中一高 - 現・コンテンツ戦略室長
- 1994年
  - 山根収
- 1999年
  - 岩田浩岳 - 2010年7月11日の参議院選挙に民主党公認で立候補するため、同年2月18日付で退社。2011年の島根県議会議員選挙で初当選し、現在3期目。
  - 岡本敦 - 元テレビ長崎記者。2013年4月から東京支社営業部を経て、5年半ぶりにアナウンサー復帰したが。2022年1月付でACD出向へ異動。
- 2010年
  - 浦田史郎 - 2012年4月付で東京支社番組制作部へ異動。
- 2012年
  - 福田浩大 - 2015年12月退社。現・フットメディア所属。
- 2013年
  - 関峻介 - 2016年10月1日退社。
- 2017年
  - 須田泰生 - 2020年9月退社。現・ODYSSEY所属。
- 小村宏
- 小原千明
- 渡辺正夫
- 秦野久徳

女性
- 1990年
  - 石原美和
- 1992年
  - 芝田とお子
  - 野室美佳
- 1993年
  - 太田裕子 - 現・太田硝子店代表取締役。
- 1994年
  - 細川裕子
- 1996年
  - 枡田史子 - TSKエンタープライズ所属。
- 1998年
  - 竹内駒英 - 2007年4月末付で退社したが、退社後もTSKのローカル番組『週刊・ヤッホー!』に出演している。
  - 淵本麻祐子
- 2005年
  - 竹下佳奈 - 結婚のため、2009年12月31日付で退社。
- 2007年
  - 萩田詩乃 - 大阪テレビタレントビューロー所属の契約アナウンサー。4月入社 - 2008年3月在籍。
  - 原田笑 - 2013年12月末退社。
- 2008年
  - 朝妻久実 - フリーアナウンサークラブからの派遣アナウンサー。4月入社 - 2009年3月在籍。現・プロ・チアリーダー（全日本女子チア部部長・全日本応援協会代表理事）
- 2009年
  - 松田朋子 - 2012年8月退社。現・熊本朝日放送アナウンサー。
- 2010年
  - 若林理紗 - 2014年3月退社。元セントフォース所属のフリーアナウンサー。
- 2014年
  - 奥山れもん - 元宮古テレビ→山梨放送。2016年退社。
  - 島津久美子 - 2017年9月退社。現・TBSスパークル所属のフリーアナウンサー。
- 多々納久美子
- 児嶋悟子
- 河野美知 - 2010年3月31日付で退社。
- 林葉子 - 奥村亜希の産休代替要員で、2007年3月に契約解除。

## 主な受賞歴

### FNSドキュメンタリー大賞
- 『命の選択～ALSとの闘い～』で第30回（2021年）大賞を受賞[27]
- 『自然のふところで～森のようちえん まるたんぼう流～』で第20回（2011年）特別賞を受賞
- 『おじいちゃんがくれた私～17歳 理恵ちゃんの看護日記』で第10回（2010年）審査員感動賞を受賞
- 『カーテンの開かなかった日～おしどり医師の診療日記～』で第6回（1997年）佳作を受賞

### 日本民間放送連盟賞
- 『自然のふところで～森のようちえん まるだんぼう流～』で2011年日本民間放送連盟賞番組部門テレビ報道番組優秀賞を受賞[28]

## 関連会社
- ティーエスケイ情報システム株式会社 - システムインテグレーター。1984年7月に発足したTSKのOA事業局が、1998年2月に分社化する形で発足。松江市学園南のタイムプラザビルに入居するが、同じビルに入居している島根県内の富士ゼロックス（現：富士フイルムビジネスイノベーション）特約店の 株式会社ミック と同じくSIerの 株式会社テクノプロジェクト にもTSKの資本が入っており、この2社もTSKグループに入る。
- 株式会社TSKエンタープライズ - 広告代理店。
- 株式会社レテック - 不動産業。